# Robert Moreno
Ne doit pas être confondu avec Roberto Moreno.
Pour les articles homonymes, voir Moreno.
Robert Moreno González, né le 19 septembre 1977 à Barcelone, est un entraîneur espagnol de football.
Robert Moreno débute comme entraîneur dès son adolescence. Repéré par Luis Enrique, Robert Moreno devient son analyste vidéo au FC Barcelone B et à l'AS Rome puis progressivement son adjoint au Celta Vigo et au FC Barcelone, où il connaît le succès avec plusieurs titres remportés. En 2018, il le suit en équipe d'Espagne et assure l'intérim durant l'année 2019 avant d'être écarté à son retour. Fin 2019, il connaît sa première expérience d'entraîneur principal d'un club professionnel en s'engageant avec l'AS Monaco, où il ne reste que quelques mois.

## Biographie

### Enfance et formation
Robert Moreno naît à Barcelone en 1977 et est le fils unique d'une mère originaire de Cáceres et d'un père originaire de la ville andalouse de Pilas, dans la province de Séville. Ce dernier est tapissier de métier et joue au football en tant que défenseur central jusqu'en quatrième division espagnole. Le jeune Moreno s'essaye au football. Bien qu'il se soit démarqué au niveau scolaire, il ne parvient pas à s'imposer dans la discipline en tant que joueur. Robert Moreno débute comme entraîneur à quatorze ans, sur les conseils de son père, dans le club de quartier où vit sa famille, à La Florida de L'Hospitalet, en Catalogne. Son père prend peu après la présidence du club et reste pendant douze ans dans ce rôle.
Un an avant d'entrer à l'université, Robert Moreno obtient le diplôme d'entraîneur de premier niveau à la Fédération catalane. En 2003, il est le plus jeune de sa promotion à obtenir le dernier degré du diplôme d'entraîneur national, à 26 ans. En parallèle, Robert Moreno fait un an de Droit, abandonne cette voie et obtient une licence en Commerce et Relations internationales à l'université de Barcelone. Pendant ce temps, il gagne sa vie en travaillant à l'étage des coiffeurs d'El Corte Inglés, un centre commercial de Cornellà de Llobregat et il aussi dans une banque, à La Caixa. Il possède aussi un master en spécialisation tactique et entraînement et s'est rapidement spécialisé dans le scouting de joueurs.

### Débuts d'entraîneur en amateur
À partir de 2003, Robert Moreno entraîne des équipes de jeunes en Catalogne : Penya Blaugrana Collblanc, L'Hospitalet, UE Castelldefels (en) et CF Damm (en).

### Adjoint de Luis Enrique
À l'été 2010, Robert Moreno se voit proposer un poste d'analyste vidéo au sein du FC Barcelone B, l'équipe réserve du Barça. Après une première collaboration concluante (2010-2011), Luis Enrique renouvelle sa confiance au jeune analyste l'année suivante.
En 2011, Robert Moreno suit Enrique à l'AS Roma. Le club connait une saison décevante en étant éliminé dès les tours préliminaires de Ligue Europa et termine le championnat à la septième place, ce qui la prive d'une qualification en coupe d'Europe pour la première fois depuis la saison 1996-1997. Luis Enrique décide de quitter le club à l'issue de la saison en accord avec ses dirigeants. Robert Moreno quitte le club à sa suite.
En 2013, il publie un essai Mi receta del 4-4-2 (Ma recette du 4-4-2) publié par la maison d'édition qu'il crée avec son épouse.
Pour la saison 2013-2014, Luis Enrique s'engage avec le Celta de Vigo et prend Robert Moreno comme adjoint. Le club se maintient sans soucis en Liga et Luis Enrique est recruté par le FC Barcelone et emmène Robert Moreno avec lui.

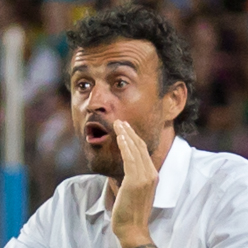
Luis Enrique en août 2014.

Lors de la saison 2014-2015, Barcelone est sacré champion d'Espagne pour la 23e fois, sa 27e Coupe du Roi et sa cinquième Ligue des champions contre la Juventus. C'est le deuxième triplé Championnat-Coupe-C1 après celui de 2009. Le club catalan gagne également la Supercoupe de l'UEFA 2015 et la Coupe du monde des clubs 2015. Pour la saison 2015-2016, le FC Barcelone gagne à nouveau le championnat d'Espagne ainsi que la Coupe du Roi mais est éliminé de la Ligue des champions en quart-de-finale. La saison 2016-2017 commence avec une victoire en Supercoupe d'Espagne. Le club connait une saison en demi-teinte avec un quart-de-finale de C1, la deuxième place de Liga mais remporte néanmoins la Coupe du Roi. Avec Barcelone, Moreno remporte une Ligue des champions, deux championnats d'Espagne, trois coupes du Roi, une supercoupe d'Espagne et une coupe du monde des clubs.
Durant l'année sabbatique que s'octroie Luis Enrique en 2017-2018, Robert Moreno rejoint au Celta Vigo Juan Carlos Unzué qui était également adjoint de Luis Enrique au Barça, pour un poste d'adjoint. En juillet 2018, il redevient adjoint de Luis Enrique lorsque celui-ci est nommé sélectionneur de l'équipe d'Espagne.

### Intérim puis envol
À partir du 26 mars 2019, il assure l'intérim à la tête de l'équipe d'Espagne, Luis Enrique s'écartant à cause de la maladie de sa fille. Sous ses ordres, la Roja remporte ses trois matches face à Malte (2-0), les Îles Féroé (4-1) et la Suède (3-0).
En juin 2019, Luis Enrique quitte son poste de sélectionneur de l'Espagne pour accompagner la fin de vie de sa fille, victime d'une maladie grave. Robert Moreno est nommé entraîneur principal. En neuf matches au total sous sa direction, l'Espagne connaît sept victoires et deux matchs nuls pour 29 buts marqués et 4 concédés.
Le 27 novembre, quelque temps après le décès de sa fille, Luis Enrique reprend son poste, demande et obtient le limogeage de Robert Moreno. Il déclare : « le 12 septembre, lors d'une réunion de vingt minutes chez moi, je lui ai dit que je me sentais bien et que je voulais entraîner de nouveau. Lui, il m'a dit qu'il voulait faire l'Euro à la tête de l'équipe avant de redevenir mon adjoint l'été prochain. Être aussi ambitieux, vu la situation, est déloyal selon moi. Et j'ai donc décidé de me passer de lui ». Robert Moreno annonce lui ne pas comprendre ce grief. Il estime que sans son intérim un autre sélectionneur aurait été nommé et que Luis Enrique n'aurait ainsi pas pu reprendre son poste.
Le samedi 28 décembre 2019, Robert Moreno devient l'entraîneur de l'AS Monaco, signant un contrat de deux ans et demi, jusqu'en juin 2022. Le technicien remplace Leonardo Jardim. Robert Moreno est démis de ses fonctions d'entraîneur le 18 juillet 2020,.
Le 18 juin 2021, il devient entraîneur de Grenade CF. Il est limogé le 6 mars 2022.

## Style de jeu
À la suite de sa nomination à l'AS Monaco, un directeur sportif d'un club de milieu de tableau en Liga déclare : « En Espagne, il est considéré comme un pionnier du scouting et l'un des meilleurs analystes de l'observation des adversaires. Il lui reste à prouver dans la gestion humaine, désormais ».
Généralement décrit comme très pointu dans la préparation des coups de pied arrêtés et l'étude des adversaires, il est un grand adepte des nouvelles technologies.

## Statistiques

### Entraîneur d'équipes de jeunes et entraîneur adjoint
- 2004-2005 :  CE L'Hospitalet (jeunes)
- 2005-2006 :  CD Marianao Poblet (jeunes)
- 2006-2007 :  UE Castelldefels (jeunes)
- 2007-2008 :  CF Damm (jeunes)
- 2010-2011 :  FC Barcelone B (adjoint)
- 2011-2012 :  AS Rome (adjoint)
- 2013-2014 :  Celta Vigo (adjoint)
- 2014-2017 :  FC Barcelone (adjoint)
- 2017-2018 :  Celta Vigo (adjoint)
- 2018-2019 :  Espagne (adjoint)

### Entraîneur principal
| Espagne   | 26 mars 2019     | 19 novembre 2019 | 9  | 7  | 2 | 0 | 29 | 4  | +25 | 77,78 |
| AS Monaco | 28 décembre 2019 | 18 juillet 2020  | 13 | 5  | 3 | 5 | 18 | 21 | -3  | 38,46 |
| Total     | Total            | Total            | 22 | 12 | 5 | 5 | 47 | 25 | +22 | 54,55 |

## Publication
- (es) Robert Moreno, Mi « receta » del 4-4-2, Futbol De Libro, coll. « Futbol Profesional », 3 juin 2013, 272 p. (ISBN 849409842X)